# Kołtki
Kołtki (deutsch Hölkewiese) ist ein Dorf in der polnischen Woiwodschaft Pommern und gehört zur Gmina Biały Bór (Baldenburg) im Powiat Szczecinecki (Neustettiner Kreis).

## Geographische Lage
Das Kirchdorf liegt in Hinterpommern, etwa zehn Kilometer südwestlich von Miastko (Rummelsburg i. Pom.), 16 Kilometer östlich von Bobolice (Bublitz), 6 ½ Kilometer nördlich von Biały Bór (Baldenburg) und vier Kilometer östlich des Dorfs Sępolno Wielkie (Groß Karzenburg).
Das Dorf befindet sich auf einem hohen Plateau des Hinterpommerschen Höhenzuges, der hier die Wasserscheide zwischen der Ostsee und der Netze bildet.

## Geschichte

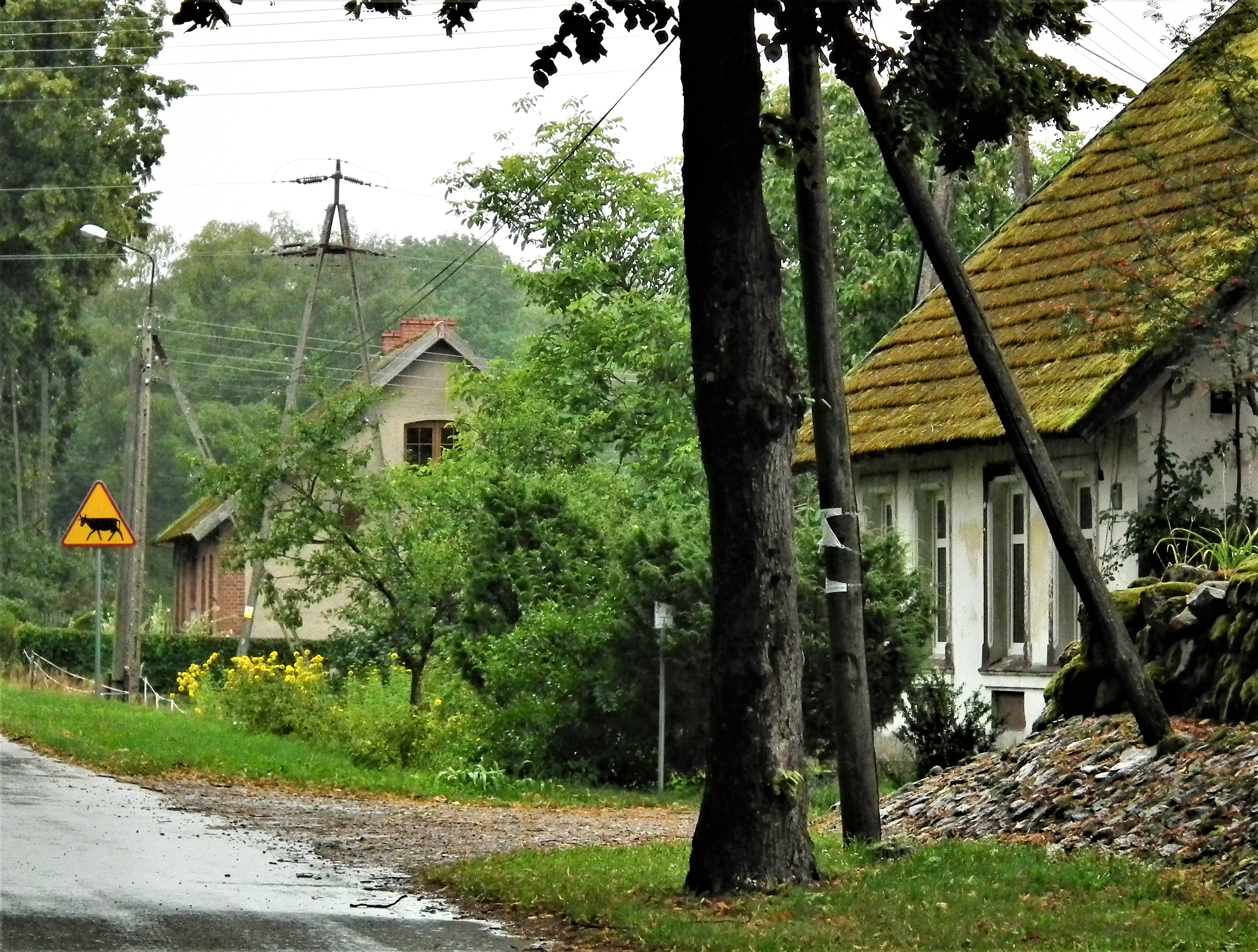
Häuser im Dorf (2019)

Hölkewiese, südwestlich von Rummelsburg und ostnordöstlich des Dorfs Groß Karzenburg (Gr. Carzenburg), auf einer Landkarte von 1915 (linke untere Bildecke)

Die ältere Ortsgeschichte von Hölkewiese ist eng mit der Geschichte zweier Rittergüter verknüpft, die hier einst bestanden hatten und Münchowsche bzw. Lettowsche Lehen gewesen waren. Schon im !7. Jahrhundert waren Lettows Herren auf Hölkewiese. Nach Besitzerwechseln befanden sich die Güter seit 1817 in einer Hand, gerieten dann in Konkurs, wurden 1836 öffentlich versteigert und 1837 auf Veranlassung eines neuen Besitzers allodifiziert. Seit 1847 befanden sich die beiden Rittergüter Hölkewiese A, B u. C und Hölkewiese D im Besitz eines v. Pressenthin, der auch noch 1856 ihr Eigentümer war. Im Jahr 1884 wird als Besitzer des Ritterguts Hölkewiese A, B, C u. D. der Rittmeister und Kreisdeputierte von Massow angegeben.
Der selbständige Gutsbezirk Hölkewiese, der 1892 eine Fläche von 908 Hektar hatte, ist am 7. August 1894 in eine Landgemeinde gleichen Namens umgewandelt worden.
Im Rahmen der nach 1812 durchgeführten Regulierung der gutsherrlichen und bäuerlichen Verhältnisse entstanden hier auf der Ostseite von Hölkewiese im 19. Jahrhundert zahlreiche neue Wohnplätze, eine Ausnahme bildete nur das Erbpachts-Anwesen Louisenhof mit drei Wohnhäusern, das schon im 18. Jahrhundert existiert hatte.
Am 1. Dezember 1913 wurden auf der 1144 Hektar großen Gemarkungsfläche der Landgemeinde Hölkewiese 67 viehhaltende Haushaltungen gezählt, die zusammen 332 Stück Rindvieh, 72 Schafe und 582 Stück Borstenvieh hielten.
Anfang der 1930er Jahre hatte die Landgemeinde Hölkewiese eine Flächengröße von 11,4 km². Innerhalb der Gemeindegrenzen standen zusammen 60 bewohnte Wohnhäuser an 19 verschiedenen Wohnstätten:
1. Antoinettenhof
2. Berghof
3. Braunshof
4. Brückenhof
5. Hasselhof
6. Hölkewiese
7. Igelhof
8. Kasimirshof
9. Klein Friedrichshof
10. Lehmberg
11. Lilienhof
12. Louisenhof
13. Mielkenkamp
14. Peierzigerhof
15. Ristowkaten
16. Rohrhof
17. Sophienthal
18. Steinhof
19. Wiesenhof

Am 1. Oktober 1932 wurde Hölkewiese zusammen mit dem Amtsbezirks Groß Karzenburg in den Kreis Rummelsburg eingegliedert.
Um 1935 hatte Hölkewiese u. a. einen Gasthof und eine Schmiede. Im Jahr 1939 hatte die Landgemeinde 330 Einwohner.
Die Landgemeinde Hölkewiese gehörte im Jahr 1945 zum Landkreis Rummelsburg im Regierungsbezirk Köslin der preußischen Provinz Pommern des Deutschen Reichs und war dem Amtsbezirk Groß Karzenburg zugeordnet. Das Standesamt befand sich in Groß Karzenburg.
Gegen Ende des Zweiten Weltkriegs wurde Hölkewiese Anfang März 1945 von der Roten Armee eingenommen. Anschließend wurde Hölkewiese zusammen mit ganz Hinterpommern von der Sowjetunion der Volksrepublik Polen zur Verwaltung überlassen. Es begann danach allmählich die Zuwanderung von Polen. Die einheimische Bevölkerung wurde in der Folgezeit von der polnischen Administration vertrieben. Der Ortsname wurde zu „Kołtki“ polonisiert.

## Kirchspiel bis 1945
Die vor 1945 anwesende Dorfbevölkerung war mit wenigen Ausnahmen evangelischer Konfession. Die evangelischen Einwohner gehörten zum Kirchspiel Groß Karzenburg. Die Dorfkirche von Hölkewiese war eine Filiale der Mutterkirche zu Groß Karzenburg. Der Bestand an Kirchenbüchern reichte bis 1710 zurück.
Das katholische Kirchspiel war in Pollnow, Kr. Schlawe i. Pom.
Nach 1945 wurde das Kirchengebäude zugunsten der Römisch-katholischen Kirche in Polen zwangsenteignet.

## Trivia
- Hölkewiese ist im Zusammenhang mit der Sage von den „Werwölfen“ erwähnt worden.[15]